# Bryon Russell
Bryon Demetrise Russell (San Bernardino, 31 dicembre 1970) è un ex cestista statunitense, professionista nella NBA. È il cugino di Amanda Thompson

## Carriera
Venne selezionato al 2º giro del Draft del 1993 dagli Utah Jazz, con cui giocò dal 1993 al 2002 e dove si affermò come uno dei migliori difensori della squadra, diventando uno dei migliori elementi di supporto alle punte di diamante della franchigia: Stockton, Malone e Hornacek.
I Jazz raggiunsero, anche grazie al suo aiuto, le finali NBA nel 1997, ma persero 4-2 contro i Chicago Bulls di Michael Jordan. Nel '98 la squadra tornò alle Finals ritrovando i Bulls, ma anche stavolta i Mormoni persero la serie 4-2. In gara 6 Russell ebbe l'incarico di marcare Michael Jordan, perdendo rovinosamente lo scontro e subendo dallo stesso Jordan il famoso canestro che sancì la vittoria dell'anello e il three-peat dei Bulls. 
Nel 2002 Russell passò Washington Wizards, dove ritrovò Michael Jordan, questa volta come compagno di squadra, all'ultima stagione della sua carriera. L'anno successivo passò ai Los Angeles Lakers di Kobe Bryant, Shaquille O'Neal, Derek Fisher e i nuovi acquisti Gary Payton e Karl Malone, con cui tornò ad essere compagno di squadra. I giallo-viola arrivarono alle finals da netti favoriti, ma persero a sorpresa 4-1 contro i Detroit Pistons di Larry Brown.
Al termine dell'annata Russell si accasò ai Denver Nuggets, dove giocò le sue ultime due stagioni da professionista in NBA.
Anni dopo le finali disputate contro i Jazz, Jordan rivelò di aver volutamente deciso di umiliare Russell per ciò che accadde nel 1994, quando si era ritirato dal basket e aveva iniziato la sua carriera al baseball: approfittando della sfida in regular season tra Bulls e Jazz, l’ex-Stella NBA decise di andare a salutare Stockton e Malone prima della partita. Russell a quel punto si presentò e gli chiese come mai si fosse ritirato così presto, affermando che lo avrebbe potuto marcare senza problemi. Jordan da lì in poi inserì Russell nella sua famosa “lista”.

## Statistiche

### College
| Anno      | Squadra          | PG | PT | MP   | TC%  | 3P%  | TL%  | RP  | AP  | PRP | SP  | PP   |
| --------- | ---------------- | -- | -- | ---- | ---- | ---- | ---- | --- | --- | --- | --- | ---- |
| 1990-1991 | Long Beach 49ers | 28 | -  | 19,7 | 43,0 | 32,1 | 65,2 | 5,8 | 1,5 | 0,6 | 0,3 | 7,9  |
| 1991-1992 | Long Beach 49ers | 26 | -  | 29,8 | 55,5 | 39,3 | 65,6 | 7,4 | 1,2 | 2,1 | 1,0 | 13,9 |
| 1992-1993 | Long Beach 49ers | 32 | 30 | 30,7 | 53,7 | 32,4 | 72,7 | 6,7 | 2,1 | 1,7 | 0,4 | 13,2 |
| Carriera  | Carriera         | 86 | 30 | 26,9 | 51,3 | 34,4 | 68,3 | 6,6 | 1,6 | 1,5 | 0,6 | 11,7 |

### NBA

#### Regular Season
| Anno      | Squadra        | PG  | PT  | MP   | TC%  | 3P%  | TL%  | RP  | AP  | PRP | SP  | PP   |
| --------- | -------------- | --- | --- | ---- | ---- | ---- | ---- | --- | --- | --- | --- | ---- |
| 1993-1994 | Utah Jazz      | 67  | 48  | 16,7 | 48,4 | 9,1  | 61,4 | 2,7 | 0,8 | 1,0 | 0,3 | 5,0  |
| 1994-1995 | Utah Jazz      | 63  | 15  | 13,7 | 43,7 | 29,5 | 66,7 | 2,2 | 0,5 | 0,8 | 0,2 | 4,5  |
| 1995-1996 | Utah Jazz      | 59  | 9   | 9,8  | 39,4 | 35,0 | 71,6 | 1,5 | 0,5 | 0,5 | 0,1 | 2,9  |
| 1996-1997 | Utah Jazz      | 81  | 81  | 31,2 | 47,9 | 40,9 | 70,1 | 4,1 | 1,5 | 1,6 | 0,3 | 10,8 |
| 1997-1998 | Utah Jazz      | 82  | 7   | 27,1 | 43,0 | 34,1 | 76,6 | 4,0 | 1,2 | 1,1 | 0,4 | 9,0  |
| 1998-1999 | Utah Jazz      | 50  | 50  | 35,4 | 46,4 | 35,4 | 79,5 | 5,3 | 1,5 | 1,5 | 0,3 | 12,4 |
| 1999-2000 | Utah Jazz      | 82  | 70  | 35,4 | 44,6 | 39,6 | 75,0 | 5,2 | 1,9 | 1,6 | 0,3 | 14,1 |
| 2000-2001 | Utah Jazz      | 78  | 46  | 31,7 | 44,0 | 41,3 | 77,9 | 4,2 | 2,1 | 1,2 | 0,3 | 12,0 |
| 2001-2002 | Utah Jazz      | 66  | 40  | 30,3 | 38,0 | 34,1 | 82,1 | 4,5 | 2,1 | 1,0 | 0,3 | 9,6  |
| 2002-2003 | Wash. Wizards  | 70  | 23  | 19,8 | 35,3 | 32,9 | 76,8 | 3,0 | 1,0 | 1,0 | 0,1 | 4,5  |
| 2003-2004 | L.A. Lakers    | 72  | 1   | 13,1 | 40,2 | 38,4 | 76,9 | 2,0 | 1,0 | 0,4 | 0,2 | 4,0  |
| 2004-2005 | Denver Nuggets | 70  | 2   | 14,7 | 37,7 | 37,6 | 79,2 | 2,5 | 1,0 | 0,6 | 0,2 | 4,4  |
| 2005-2006 | Denver Nuggets | 1   | 0   | 3,0  | -    | -    | -    | 1,0 | 1,0 | 0,0 | 0,0 | 0,0  |
| Carriera  | Carriera       | 841 | 392 | 23,5 | 43,1 | 36,9 | 75,0 | 3,5 | 1,3 | 1,0 | 0,2 | 7,9  |

#### Playoffs
| Anno     | Squadra        | PG  | PT | MP   | TC%  | 3P%  | TL%  | RP  | AP  | PRP | SP  | PP   |
| -------- | -------------- | --- | -- | ---- | ---- | ---- | ---- | --- | --- | --- | --- | ---- |
| 1994     | Utah Jazz      | 6   | 0  | 6,0  | 40,0 | 66,7 | 100  | 1,5 | 0,5 | 0,0 | 0,0 | 2,7  |
| 1995     | Utah Jazz      | 2   | 0  | 6,5  | 57,1 | 50,0 | 50,0 | 1,0 | 1,5 | 0,5 | 0,0 | 5,5  |
| 1996     | Utah Jazz      | 18  | 0  | 25,5 | 46,8 | 47,2 | 81,6 | 4,2 | 1,2 | 1,3 | 0,5 | 9,6  |
| 1997     | Utah Jazz      | 20  | 20 | 37,9 | 46,1 | 35,6 | 72,1 | 4,6 | 1,4 | 1,1 | 0,3 | 12,3 |
| 1998     | Utah Jazz      | 20  | 13 | 34,9 | 46,9 | 36,5 | 71,6 | 4,7 | 1,1 | 1,1 | 0,3 | 11,0 |
| 1999     | Utah Jazz      | 11  | 11 | 35,2 | 42,6 | 25,0 | 72,2 | 6,1 | 1,2 | 1,8 | 0,2 | 12,1 |
| 2000     | Utah Jazz      | 10  | 10 | 37,1 | 42,1 | 28,9 | 75,6 | 5,2 | 2,1 | 1,6 | 0,5 | 14,0 |
| 2001     | Utah Jazz      | 5   | 5  | 42,8 | 44,6 | 45,5 | 91,7 | 7,2 | 3,0 | 0,6 | 0,2 | 14,2 |
| 2002     | Utah Jazz      | 4   | 4  | 30,0 | 25,0 | 40,0 | 100  | 4,3 | 1,8 | 1,0 | 0,0 | 7,0  |
| 2004     | L.A. Lakers    | 6   | 0  | 2,7  | 0,0  | 0,0  | -    | 0,2 | 0,3 | 0,2 | 0,0 | 0,0  |
| 2005     | Denver Nuggets | 3   | 0  | 3,0  | 0,0  | 0,0  | 100  | 0,0 | 0,0 | 0,0 | 0,0 | 1,0  |
| Carriera | Carriera       | 105 | 63 | 29,3 | 44,0 | 36,5 | 75,9 | 4,2 | 1,3 | 1,0 | 0,3 | 9,9  |